# جوسمين
جوسمين هو مركزٌ سعوديٌ تابعٌ لمحافظة الجبيل التابعة للمنطقة الشرقية، في المملكة العربية السعودية. المركز من الفئة (ب)، ورمزه 1928 حسب دليل الترميز الموحد للمناطق الإدارية بالمملكة العربية السعودية.